# Tóšódaidži
Tóšódaidži (japonsky: 唐招提寺) je chrám buddhistické sekty Ricu ve městě Nara v prefektuře Nara, Japonsko. Byl založen mnichem Gandžinem během období Nara v roce 759.
V roce 1998 byl chrám Tóšódaidži, spolu s několika dalšími památkami v Naře, zapsán na Seznam světového dědictví UNESCO pod společným označením Památky na starobylou Naru.